# Echinocactus polycephalus
Echinocactus polycephalus là một loài thực vật có hoa trong họ Cactaceae. Loài này được Engelm. & J.M.Bigelow mô tả khoa học đầu tiên năm 1857.

## Hình ảnh

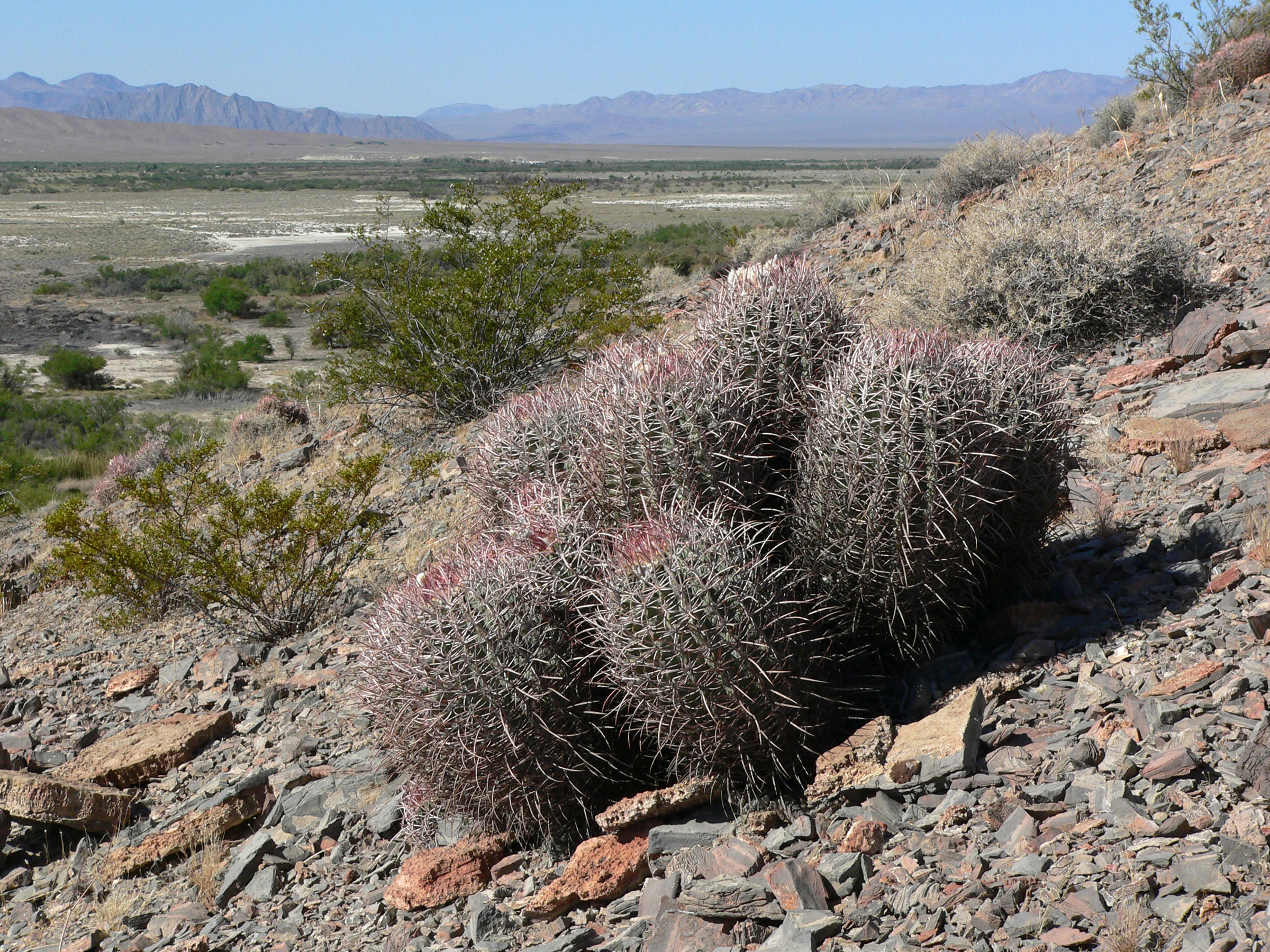
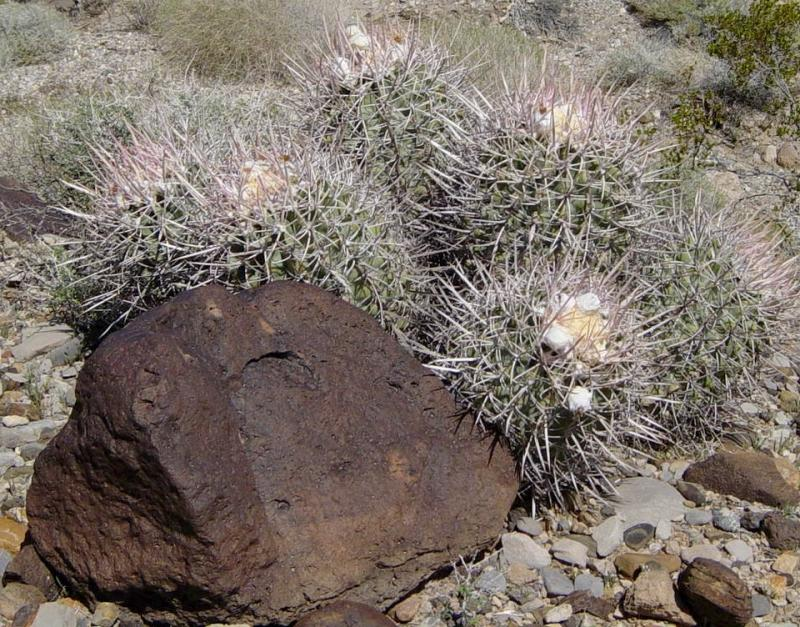
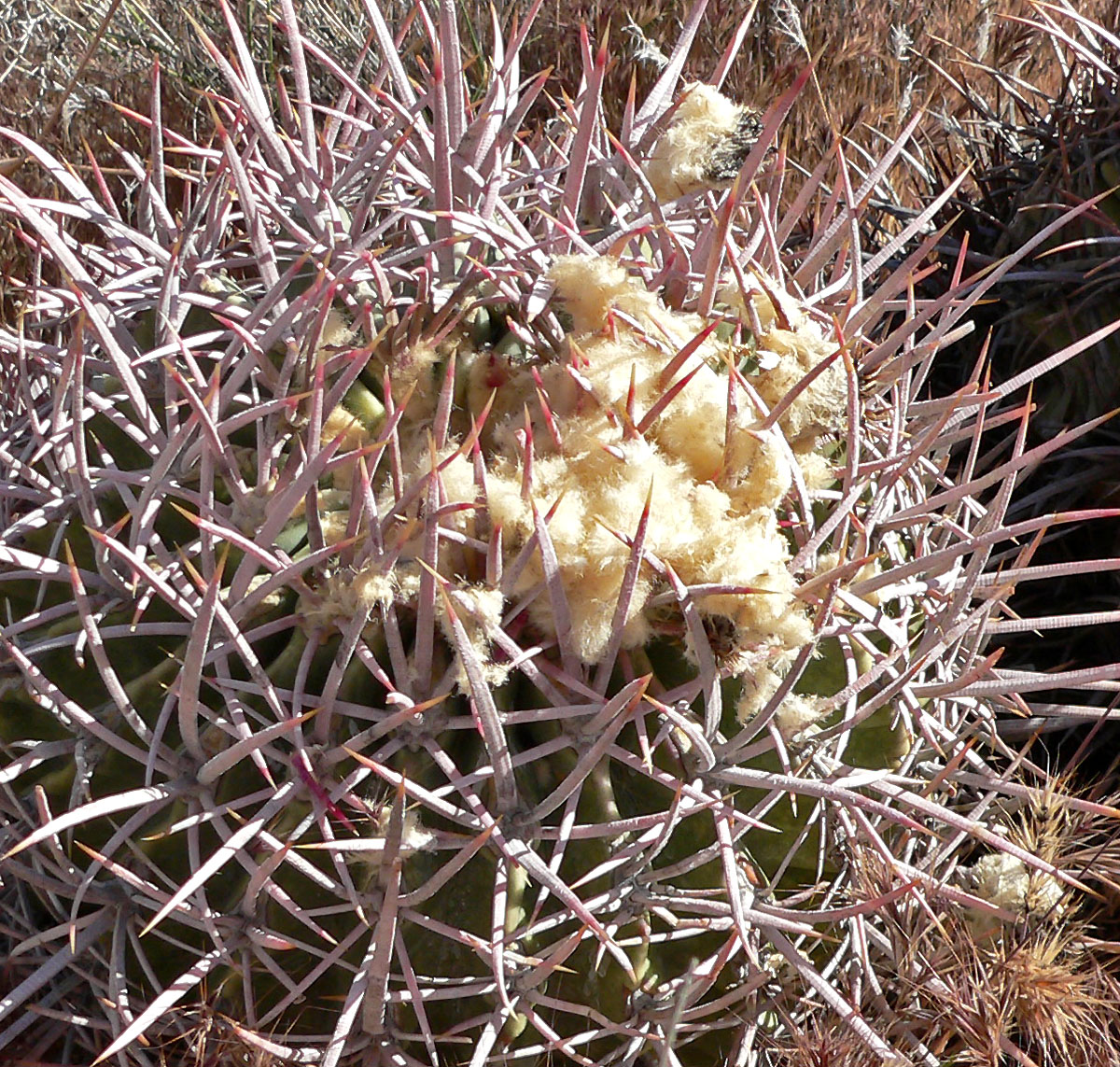
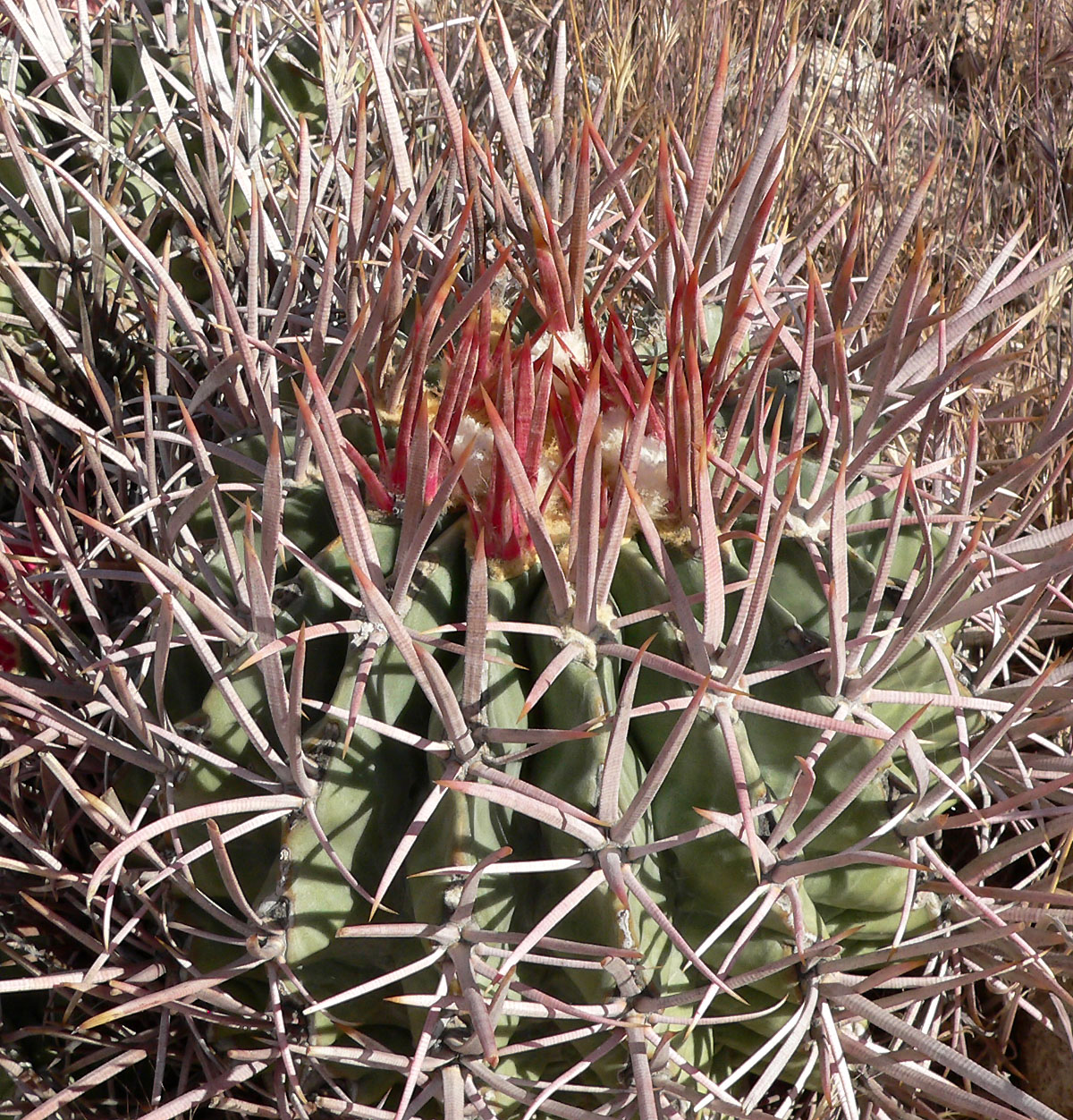